# Claudia de los Santos
Claudia de los Santos (Uruguay, 1968) es una activista y política uruguaya por los derechos de las personas afrouruguayas. Fue fundadora y presidenta de Mundo Afro, diputada por el Frente Amplio en el período 2015-2020,y edila de Montevideo en el período 2020-2023.

## Biografía
Claudia de los Santos comenzó su militancia por los derechos de las personas afrouruguayas, en particular por las mujeres afrouruguayas, desde muy joven. En 1988 participó de la Fundación de Mundo Afro, organización de la que llegó a ser presidente y donde en 2023 ocupa el cargo de secretaria.Como parte de Mundo Afro, participó activamente en los procesos de creación de cooperativas para ayudar a las personas afrodescendientes a resolver dificultades socioeconómicas y habitacionales.
En 2012 recibió el premio Amanda Rorra.
En 2015, se presentó como diputada suplente por el Movimiento de Participación Popular.Durante su actuación política, participó en la aprobación de la Ley N.° 19.122, una ley para garantizar acciones afirmativas para personas afrodescendientes. También fue responsable de organizar el primer Parlamento de Mujeres Afro en 2019.Integró la delegación de la Conferencia de Durban en 2001.